# Julius Landsberger de Darmstadt
Julius Landsberger (Zülz, Neustadt O.S. en Haute-Silésie, le 10 août 1819 - Darmstadt, le 3 mars 1890) est un rabbin libéral, érudit et orientaliste allemand.

## Éléments biographiques
Julius Landsberger est le fils du marchand Wolfgang Landsberger. Il bénéficie d’une éducation juive traditionnelle à Prostějov et à Lipník, est ordonné rabbin en 1837 à Prenzlau par Gerson Zippert Asche et reçoit le titre de Morenou du rabbin berlinois Öttinger. Il s’inscrit la même année au Friedrichsgymnasium de Wroclaw, est matriculé en 1842 externe, et passe en cette qualité l’Abitur en 1844. Il s’inscrit à l’université Friedrich Wilhelm de Berlin un an plus tard et, après avoir obtenu son doctorat à Halle, rentre à Breslau où il fréquente le séminaire théologique juif dans lequel enseigne Abraham Geiger.
En 1849, il devint rabbin à Brzeg. En 1859, il devint grand rabbin de Darmstadt, en Allemagne. C'était un prédicateur charismatique. Sous son rabbinat, la nouvelle Synagogue Libérale a été ouverte en 1876.

## Œuvres (sélection)
- (la + tmr) Fabulae aliquot Aramaeae / interpretando correctae adnotationibusque instructae a J. L. Berlin, 1846.
- Die Fabeln des Sophos, Posen 1859.
- Liebe, Traum und Teufel: 3 Vorträge aus dem Gebiete der Mythologie, Psychologie und Dämonologie, Jonghaus, Darmstadt 1869.
- Zur Abwehr (1871); Das Buch Hiob und Goethes Faust. Das. 1882.